# Zambonis
The Zambonis, bildad 1991 i delstaten Connecticut i USA, är en rockgrupp som bara sjunger om ishockey.

## Medlemmar
- Dave Schneider – gitarr, basgitarr, sång
- Jon Aley – gitarr, basgitarr, keyboard, trummor
- Mat Orefice – trummor, sång
- Tom Andrukevich – basgitarr, gitarr, sång
- Shawn Fogel – gitarr, basgitarr, keyboard, saxofon, sång
- Tarquin Katis – basgitarr, sång
- Peter Katis – gitarr, trummor, sång (musikproducent)
- Steve Tanski – gitarr, basgitarr, sång
- Cary Polick – gitarr, sång
- Matt Gonzalez – Hockey Monkey
- Bob Anderson  – trummor

## Diskografi
- 1996 – 100% Hockey... and Other Stuff
- 1999 – More Songs About Hockey... and Buildings and Food
- 2000 – To Bleed Black and Gold
- 2008 – Fight on the Ice
- 2012 – Five Minute Major (In D Minor)

EP
- 1997 – Play-Off Fever

Singlar
- 1996 – "Avalanche!"
- 1996 – "Love in Amarillo" / "Avalanche" (delad singel med Lazer Boy)

Samlingsalbum
- 2003 – Chippy Sessions
- 2006 – Music About Hockey Featuring The Zambonis and Their Greatest Hits